# Eusomalia lecontei
Eusomalia lecontei là một loài bọ cánh cứng trong họ Byrrhidae. Loài này được Wickham miêu tả khoa học năm 1903.